# Cross Tower Osaka Bay
De Cross Tower Osaka Bay (クロスタワー大阪ベイ) is een torenflat in Minato-ku, Osaka, Japan. Het gebouw is 200,3 meter hoog, waarmee deze ten tijde van de oplevering de hoogste woontoren van Japan was en het voor drie jaar bleef. De bouwwerkzaamheden duurden van 2003 t/m augustus 2006. Het gebouw heeft naast de 54 verdiepingen nog twee verdiepingen ondergronds en telt 456 appartementen. Het is gebouwd door Kajima Bouw. 

## Bereikbaarheid
Het gebouw is te bereiken via station Bentenchō.